# Zemba jezik
Zemba jezik (ISO 639-3: dhm; chimba, dhimba, dimba, himba, luzimba, oluthimba, otjidhimba, simba, tjimba), nigersko-kongoanski jezik centralne skupine porodice bantu, kojim govori oko 22 000 ljudi u južnoj  Africi. Većina govornika, njih 18 000 (1996 UBS) živi na jugozapadu Angole, a 4 000 govornika (2006) živi u Namibiji, u regiji Kunene.
Zajedno s jezikom herero [her] čini podskupinu herero (R.30)

## Vanjske poveznice
- Ethnologue (14th)
- Ethnologue (15th)
- The Zemba Language